# Tocro comú
El tocro comú (Odontophorus gujanensis) és una espècie d'ocell de la família dels odontofòrids (Odontophoridae) que habita zones de selva i vegetació secundària des del sud de Costa Rica i Panamà, fins a Amèrica del Sud, cap a l'est fins a Guaiana i cap al sud fins al centre de Bolívia i el Brasil amazònic.